# Havengeld

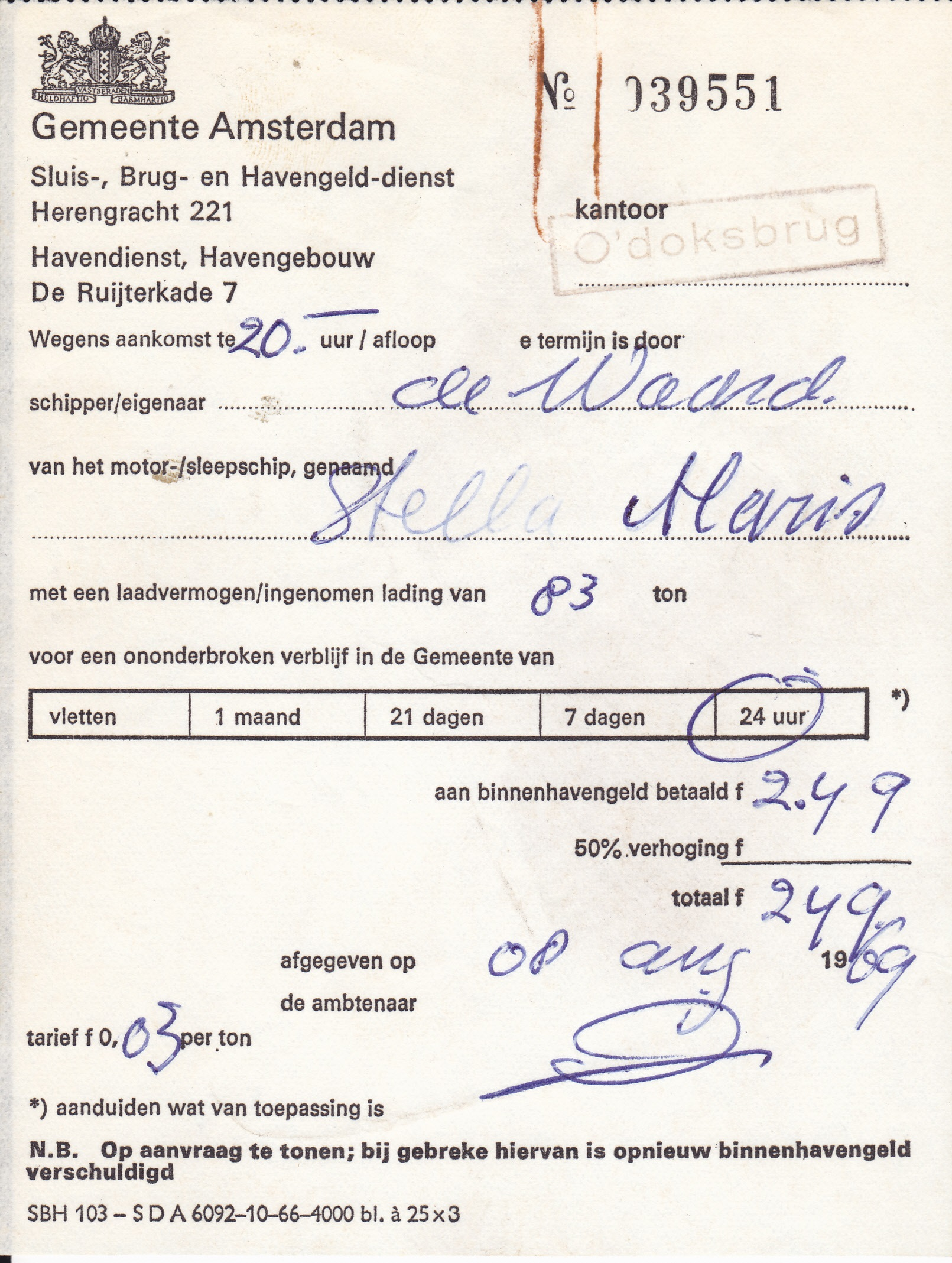
Een Amsterdams havenbriefje uit 1969

Havengeld, liggeld, meergeld of havenrecht is het geld dat als vergoeding dient om gebruik van de havenfaciliteiten te vergoeden als een schip er binnenloopt. Het wordt bemeten al naargelang de grootte van het schip en de duur van het oponthoud en moet worden afgedragen aan de havenmeester.
Op 19 november 1367 besloten de Hanzesteden met daarbij Amsterdam en Den Briel te Keulen om een Pfundzoll, dus een tol per pond te heffen om daarmee een oorlog tegen Denemarken te financieren.
Het gebruik is nog ouder. Een legende verhaalt, hoe de reus Druon Antigoon tol hief op de Schelde en hoe de Romein Silvius Brabo dat als onrechtmatig opvatte en daar met geweld een einde aan stelde.
Voor sommige schepen geldt vrijstelling of een bijzonder tarief. Zo beloont het Havenbedrijf Rotterdam schepen die in het bezit zijn van een Green Award certificaat met kortingen op het havengeld. De gemeente Zwartewaterland stelt varend monumenten vrij van havengeld. 